# Judaberg
Judaberg est le centre administratif de la municipalité de Finnøy dans le comté de Rogaland, en Norvège.

## Description
île de Finnøy est située sur le côté sud du Boknafjord, au nord-est de la grande ville de Stavanger. Judaberg est le centre commercial de la municipalité avec plusieurs petites industries ainsi que des magasins.   
Judaberg est une plaque tournante du transport de la municipalité insulaire avec plusieurs itinéraires de ferry reliant toutes les îles environnantes telles que Ombo, Sjernarøyane, Halsnøya et Fogn ainsi que le village de Nedstrand sur le continent. Il existe également un service de ferry à grande vitesse vers la ville de Stavanger. Judaberg est relié au continent par la route par une série de ponts et de tunnels sous-marins, notamment le Finnøy Tunnel (en), le Mastrafjord Tunnel (en) et le Byfjord Tunnel (en).[3]
Avant 2020, le village était le centre administratif de l'ancienne municipalité de Finnøy.